# Tikeš
Tikeš (mađ. Tékes, nje. Teckisch) je selo u središnjoj južnoj Mađarskoj.
Zauzima površinu od 12,56 km četvornih.

## Zemljopisni položaj
Nalazi se na 46° 17' sjeverne zemljopisne širine i 18° 10' istočne zemljopisne dužine, sjeverozapadno od Mečeka, na sjeverozapadu Baranjske županije, 3 km istočno i 4 km južno od županijske granice (s Tolnanskom županijom). Tarrós je 1 km zapadno, Dubovac je 1,5 km sjeverozapadno, Čikoc (Tutiš) je 3,5 km sjeverno, Grenjiš je 1,5 km sjeverno, Ág je 1 km sjeveroistočno, Kisvaszar je 1,5 km istočno-jugoistočno.

## Upravna organizacija
Upravno pripada Šaškoj mikroregiji u Baranjskoj županiji. Poštanski broj je 7381. 

## Povijest
1510. se spominje kao Thelkes.
U prvom desetljeću 18. stoljeća se u Tikeš doseljavaju Nijemci. 
1910. je u selu bilo 642 stanovnika: Nijemaca i Mađara.
1990. je u selu od 269 stanovnika bilo 91% Mađara, a 9% Nijemaca.

## Promet
3 km sjeverozapadno od Tikeša prolazi željeznička prometnica Dumvar-Šaš, a sjeverno prolazi pruga Dumvar-Baja.

## Stanovništvo
Tikeš ima 266 stanovnika (2001.). Mađari su većina. Romi, koji u selu imaju manjinsku samoupravu, čine više od petine stanovništva, a Nijemaca je danas samo nešto iznad 1%. Skoro 3/4 stanovnika su rimokatolici, luterana je skoro 9%, te mali postotci kalvinista i grkokatolika.

## Vanjske poveznice
- (mađ.) a Dunántúli Napló cikke
- (mađ.) a vendégváró.hu cikke[neaktivna poveznica]
- Tikeš na fallingrain.com